# Ilhas Nimrod

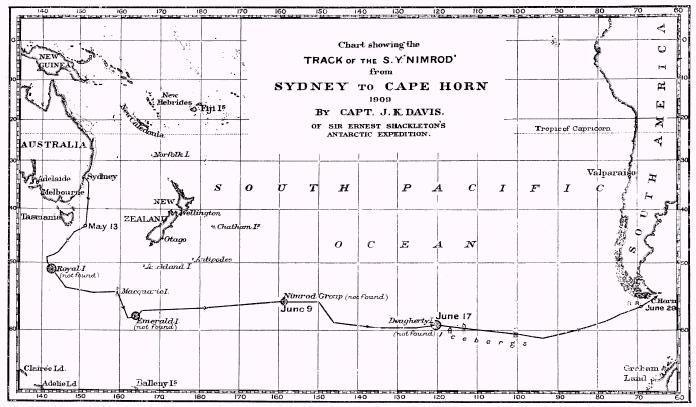
Pesquisa das ilhas Nimrod e outras ilhas-fantasma, 1909

As ilhas Nimrod foram um grupo de ilhas cujo primeiro registo data de 1828, pelo capitão Eilbeck do navio Nimrod, quando navegava de Port Jackson perto do cabo Horn. A sua localização situar-se-ia a leste da ilha Emerald e a oeste da ilha Dougherty, aproximadamente 56° S, 158° O. Actualmente, são consideradas ilhas-fantasma.
O explorador John Biscoe no brigue Tula, procurou pelo grupo Nimrod, sem sucesso, em 1831, durante a Expedição do Oceano Sul. John King Davis no Nimrod, efectuou buscas pela sua localização em Junho de 1909, no seguimento da Expedição Nimrod de Shackleton à Antárctida, e o navio norueguês Norvegia de Lars Christensen, efectuou novas buscas em 1930; ambas as expedições não encontraram nada. O capitão J.P. Ault no navio de pesquisa magnética Carnegie tentou uma aproximação da localização em Dezembro de 1915, mas foi bloqueado pelas condições atmosféricas.